# Santa Prassede (títol cardenalici)
El títol de cardenal de Santa Prassede (en català, Santa Pràxedes) correspon a una església titular que va ser erigida pel Papa Alexandre I al voltant de l'any 112. Des sínode romà de l'1 de març de 499 en endavant sempre ha estat present. D'acord amb el catàleg de Pietro Mallio, compilat durant el pontificat d'Alexandre III, el títol es va adjuntar a la Basílica de San Lorenzo fuori le mura, i els seus sacerdots celebren missa a torn.

## Titulars
- Silvano Antonio (?) (318?-?)
- Serrao Aquileo (o Serrano) (?) (335?-?)
- Domizio Ligo (?) (387?-?)
- Annio Longo (?) (421?-?)
- Severo Flavio (475?-?)
- Ginesio (?) (478?-?)
- Sebastiano (?) (482?-?)
- Lorenzo Celio (494-?)
- Lorenzo (?) (515?-?)
- Pietro (530?-?)
- Avenzio (590-?)
- Pasquale Massimi (796-817)
- Ottavio Elario (o Elarius) (829-?)
- Adimaro (o Aldemaro, o Adhemar, o Aldemar), O.S.B.Cas. (1062-vers 1073)
- Benedetto Caio (o Caius) (1073-tra il 1077 e il 1087)
- Desiderio I (dopo il 1087-vers 1099)
- Romano (1105-1112)
- Lamberto Scannabecchi, C.R.S.A. (1112-1115)
- Desiderio II (o Didier) (1115-vers 1138)
- Crisogono (1138-1140)
- Ubaldo Allucingoli (1141-1158)
- Ridolfo Nigelli (o Rodolfo, o Radulfo o Raoul) (1188-1189)
- Soffredo Errico Gaetani (o Soffrido, o Goffredo) (1193-1210)
- Giovanni Colonna (1212-1245)
- Anchero Pantaleone (o Antero) (1262-1286)
- Hughes Seguin (o Aycelin) de Billom, O.P. in commendam (1294-1299)
- Pedro Gómez Barroso (1327-1341)
- Gilles Rigaud, O.S.B. (1350-1353)
- Marco da Viterbo, O.F.M. (1366-1369)
- Pedro Gómez de Barroso Albornoz (1371-1374)
- Pietro Pileo di Prata (1378-1384)
- Tommaso Ammanati (1385-1396), pseudocardenal de l'antipapa Climent VII
- Pedro Fernández de Frías (1405-1412), pseudocardenal de Climent VII
- Antonio Calvi (1405-1409)
- Raymond Mairose (1426-1427)
- Vacant (1427-1440)
- Jean le Jeune (de Macel) (1440-1441)
- Alain de Coëtivy (1448-1465); in commendam (1465-1474)
- Giovanni Arcimboldo (1476-1488)
- Antonio Pallavicini (o Antoniotto) (1489-1503)
- Gabriele de' Gabrielli (1507-1511)
- Christopher Bainbridge (1511-1514)
- Antonio Maria Ciocchi del Monte (1514-1521)
- Ippolito de' Medici (1529-1532)
- Tommaso De Vio, O.P. (1534)
- Francesco Cornaro (1535-1541)
- Philippe de la Chambre, O.S.B. (1541-1542)
- Gasparo Contarini (1542)
- Giovanni Maria Ciocchi del Monte (1542-1543)
- Miguel de Silva (1543-1552)
- Cristoforo Guidalotti Ciocchi del Monte (1552-1564)
- Carlo Borromeo (1564-1584)
- Nicolas de Pellevé (1584-1594)
- Alessandro Ottaviano de' Medici (1594-1600)
- Simeone Tagliavia d'Aragona (1600)
- Antonio Maria Galli (o Gallo) (1600-1605)
- Ottavio Acquaviva d'Aragona, Sr. (1605-1612)
- Bartolomeo Cesi (1613-1620)
- Roberto Bellarmino, S.J. (1620-1621)
- François d'Escoubleau de Sourdis (1621-1628)
- Marcello Lante (1628-1629)
- Roberto Ubaldini (1629-1635)
- Guido Bentivoglio (1635-1639)
- Giulio Roma (1639-1644)
- Ernest Adalbert von Harrach (1644-1667)
- Giulio Gabrielli (1667)
- Virginio Orsini (1667-1668)
- Alderano Cybo-Malaspina (1668-1677)
- Luigi Alessandro Omodei (1677-1680)
- Pietro Vito Ottoboni (1680-1681)
- Francesco Albizzi (1681-1684)
- Decio Azzolini juniore (1684-1689)
- Giulio Spinola (1689-1691)
- Francesco Maidalchini (1691-1700)
- Galeazzo Marescotti (1700-1708)
- Fabrizio Spada (1708-1710)
- Bandino Panciatichi (1710-1718)
- Francesco Barberini, Jr. (1718-1721)
- Giuseppe Sacripante (1721-1726)
- Filippo Antonio Gualterio (1726-1728)
- Lodovico Pico della Mirandola (1728-1731)
- Antonio Felice Zondadari (1731-1737)
- Giorgio Spinola (1737-1738)
- Luis Belluga y Moncada (1738-1743)
- Angelo Maria Quirini, O.S.B. (1743-1755)
- Domenico Passionei (1755-1759)
- Giacomo Oddi (1759-1763)
- Carlo Vittorio Amedeo delle Lanze (1763-1783)
- Vitaliano Borromeo (1783-1793)
- Francesco Saverio de Zelada (1793-1801)
- Antonio Dugnani (1801-1807)
- Carlo Bellisomi (1807-1808)
- Vacante (1808-1814)
- Giovanni Filippo Gallarati Scotti (1814-1818); in commendam (1818-1819)
- Vacant (1819-1823)
- Francesco Serlupi Crescenzi (1823-1828)
- Antonio Domenico Gamberini (1829-1839); in commendam (1839-1841)
- Paolo Polidori (1841-1847)
- Luigi Vannicelli Casoni (1847-1877)
- Edoardo Borromeo (1878-1881)
- Angelo Bianchi (1883-1889)
- Tommaso Maria Zigliara, O.P. (1891-1893)
- Gaetano Aloisi Masella (1893-1902)
- Rafael Merry del Val y Zulueta (1903-1930)
- Raffaele Carlo Rossi, O.C.D. (1930-1948)
- Vacant (1948-1953)
- Pietro Ciriaci (1953-1964)
- Owen McCann (1965-1994)
- Paul Poupard (1996-)